# Michael Stocklasa
Michael Stocklasa (* 2. Dezember 1980 in Triesen) ist ein ehemaliger liechtensteinischer Fussballspieler.

## Vereine
Michael Stocklasa spielte in seinen Jugendjahren beim USV Eschen-Mauren, ehe ihn 1998 der Liechtensteiner Hauptstadtklub FC Vaduz unter Vertrag nahm. 2000 wechselte er in die Schweiz zum FC Winterthur. Ein Jahr später schloss sich Stocklasa dem Schweizer Erstligisten FC Baden an, ehe er 2002 zum FC Vaduz zurückkehrte. 2006 kehrte er zu seinem Stammverein USV Eschen-Mauren zurück. Er beendete seine Karriere im Sommer 2012.

## Nationalmannschaft
Michael Stocklasa spielte von 1998 (Debüt: Österreich – Liechtenstein, 6:0) bis 2012 für die liechtensteinische Nationalmannschaft und erzielte 2 Tore in 71 Spielen.

## Privates
Sein Bruder Martin Stocklasa war ebenfalls Liechtensteiner Nationalspieler.